# عمر حمزاويفتش
عمر حمزاويفتش عبد الله يف، المعروف أيضا باسم محمدي دافلاتوف، هو مواطن طاجيكستاني، أعتقل إداريًا خارج نطاق القانون في معتقل غوانتانامو الأمريكي في كوبا. ولد عمر في 11 أكتوبر عام 1978، في دوشانبي بطاجيكستان. وأعتقل في غوانتانامو منذ9 فبراير 2002. وتم نقله إلى صربيا في 11 يوليو 2016.

## وصلات خارجية
- من هم السجناء المتبقون في غوانتانامو؟ الجزء السادس: اعتقل من باكستان (2 من 3) أندي ورثنغتون، 6 أكتوبر، 2010.